# Grupa generała Jana Romera
Grupa generała Jana Romera – wyższy związek taktyczny Wojska Polskiego z okresu wojny polsko-bolszewickiej.

## Formowanie grupy
Z uwagi na zagrożenie jakie dla Frontu Ukraińskiego stanowiła 1 Armia Konna Siemiona Budionnego, gen. Antoni Listowski utworzył 17 czerwca 1920 Grupę Operacyjną „Słucz”. Dowództwo nad nią objął gen. Jan Romer.

## Struktura organizacyjna
Skład 17 czerwca 1920:
- dowództwo grupy
- 3 Dywizja Piechoty Legionów
- dwa pułku 6 Dywizji Piechoty
- X Brygada Piechoty (5 DP)
- Dywizja Jazdy gen. Jana Sawickiego